# Andrena nitida
Andrena nitida, ist eine solitäre Wildbiene aus der Gattung der Sandbienen. Sie ist eine solitäre, nestbauende Biene, die jährlich eine Generation hat und in Deutschland von Mitte April bis Anfang Juni fliegt. Auf Deutsch wird sie manchmal „Glänzende Düstersandbiene“  oder  „Flaum Sandbiene“ genannt.

## Merkmale
Die Tiere weisen einen signifikanten Geschlechtsdimorphismus auf, wie es bei Bienen meistens der Fall ist.

### Weibchen
Die Weibchen sind mit 13–16 mm recht große Bienen. Ihr Kopf ist schwarz. Manchmal sind die Haare teilweise hell. Der Thorax ist auf der Oberseite hellbraun bis orange gefärbt und auf der Unterseite hell. Die orangebraune Farbe bleicht bei alten Tieren oft aus. Der Hinterleib ist schwarz und glänzend und trägt lediglich an den Seiten spärliche helle Haare. Die Beine sind schwarz und haben an den Schenkeln meist helle, ansonsten schwarze Behaarung; Flocculus und ventrale Teile der Scopae sind hell.

### Männchen

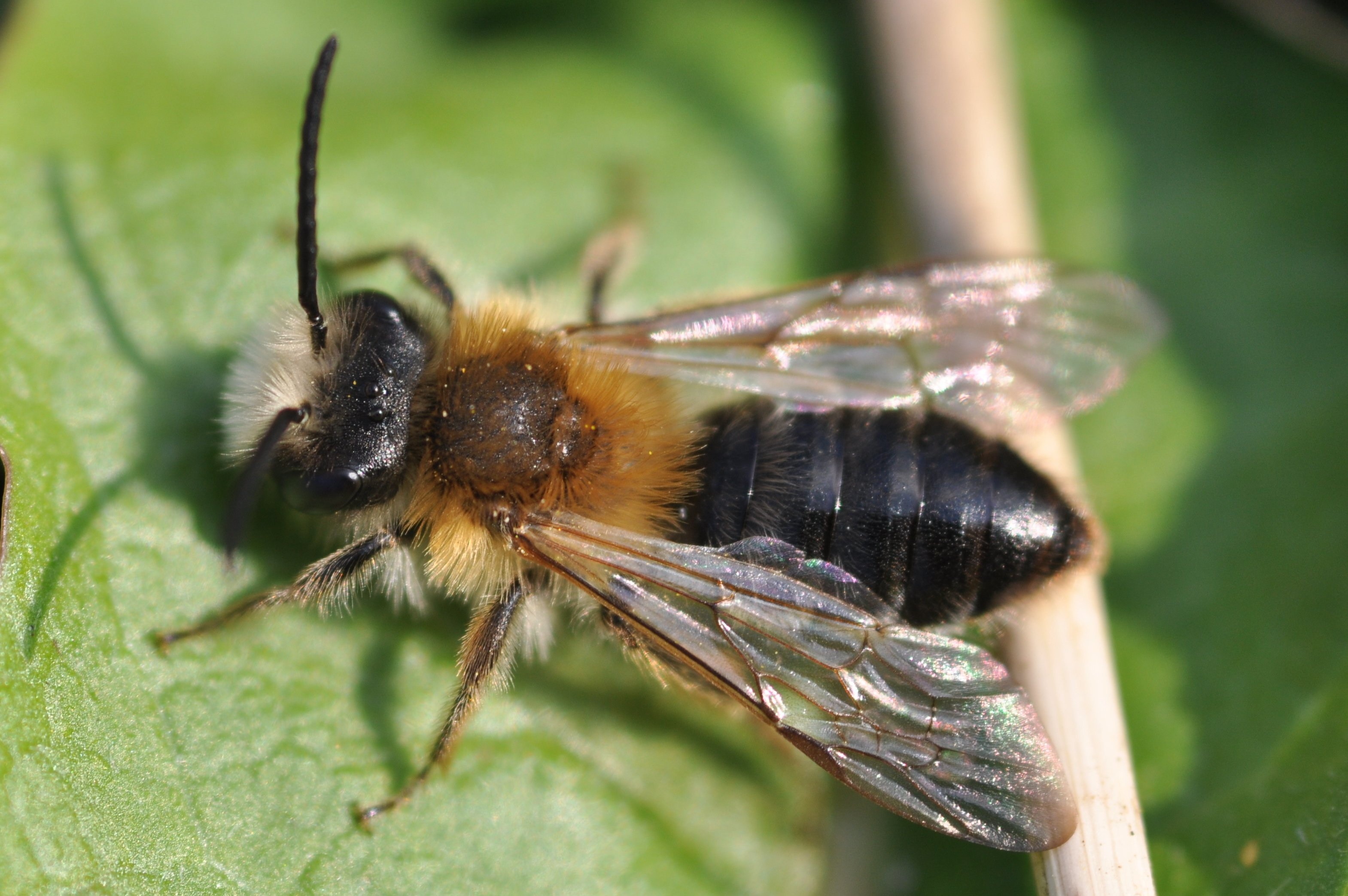
Männchen

Die Männchen sind mit 11–14 mm kleiner als die Weibchen, aber immer noch recht stattliche Bienen. Sie haben reichlich lange helle Haare auf der Stirn. Ihr Thorax ist auf der Oberseite hellbraun und auf der Unterseite hell behaart. Die dunklen Beine tragen hellbraune Behaarung. Der Hinterleib ist schwarz glänzend und spärlich hell behaart.

## Vorkommen
Diese Sandbiene ist sehr weit verbreitet, sie kommt in Deutschland, Österreich und der Schweiz in allen Regionen, von der Ebene bis in höhere Lagen der Mittelgebirge vor und ist oft häufig.
Die Gesamtverbreitung der Art ist nicht ganz klar, da sie teilweise mit Andrena limata vermengt wird. Jedenfalls kommt sie sicher in großen Teilen Europas, von Portugal bis zur Ukraine vor und ist nordwärts auch in England, bis Mittelschweden und Südfinnland zu finden, südwärts bis Sizilien und den Peloponnes.
A. nitida gilt als Ubiquist, d. h. sie kommt in allen möglichen Lebensräumen vor: Lichte  Wälder, Waldsäume, trockene Wiesen, Hochwasserdämme, Streuobstwiesen, Gärten und Parks. Es gibt keine Bevorzugung von bestimmten Bodenarten.

## Lebensweise
Andrena nitida baut ihre Nester im Boden, gern auch an bewachsenen Stellen. Die Nester liegen meist einzeln, seltener in Gruppen, vereinzelt auch in großen Kolonien. Die Bienen sind ausgesprochen polylektisch, besuchen also die Blüten vieler verschiedener Pflanzen (18 Pflanzenfamilien). A. nitida ist im Gegensatz zur ähnlichen Art A. limata univoltin.

### Parasiten
Nomada goodeniana, N. succincta, N. flava, N. marshamella und N. fulvicornis sind Brutparasiten bei Andrena nitida. Bombylius major und Satellitenfliegen aus der Gattung Leucophora kommen ebenfalls als Parasiten an den Nestern infrage. Sie wird auch von den Fächerflüglern Stylops melittae befallen. Stylopisierte Tiere tragen oft untypische Behaarung.